# T4 AL 2120 à 2144 et T4 AL 6401 à 6410
Les locomotives à vapeur du groupe T4 des Chemins de fer impériaux d'Alsace-Lorraine (EL) puis, pour certaines, du réseau ferroviaire d'Alsace-Lorraine (AL) appartiennent à deux séries différentes de locomotives-tender de route. Elles sont cependant toutes de la même classe avec une disposition d'essieu : 120T. Aucune de ces machines ne fut utilisée par la SNCF.

## T4 2120 à 2144
Ces petites locomotives-tender furent construites à partir de 1882 pour la remorque de trains légers de passagers. Elles ont des origines diverses :
- série D17 492 à 495, puis T4 2120 à 2123, construites par Schichau (Elbląg, Prusse) en 1882, toutes réformées en 1911,
- série D18 496 à 507, puis T4 2124 à 2135, construites par Maffei (Munich, Bavière) en 1883 mises à la réforme entre 1910 et 1921,
- série D20 514 à 516, puis T4 2136 à 2138, construites par l'EMBG (Graffenstaden, Alsace) en 1884, réformées entre 1911 et 1915,
- série D21 524 à 526 puis T4 2139 à 2141, construites par Henschel (Kassel, Prusse) en 1885, réformées entre 1921 et 1930,
- série D23 533 à 535 puis T4 2142 à 2144, construites par Henschel en 1886, retirées du service entre 1920 et 1937.

## Caractéristiques communes des T4 2120 à 2144
- Pression de la chaudière : 11 kg/cm2
- Diamètre des cylindres : 320 mm
- Diamètre des roues motrices : 1 250 mm
- Diamètre des roues du bissel : ? mm
- Capacité des soutes à eau : 3 m3
- Capacité de la soute à charbon : 1 t
- Masse en ordre de marche : 26,3 t
- Masse adhérente : 17,5 t
- Longueur hors tout : D17 : 7,910 m ; les autres : 7,942 m
- Vitesse maxi en service : 70 km/h

## T4 6401 à 6410
Ces machines constituent les premières locomotives-tender de route "modernes" de l'AL. Elles sont identiques aux T4.1 prussiennes et ces dix exemplaires ont été construits par Henschel (Kassel, Prusse) en 1889. 

Elles étaient regroupées dans un premier temps dans la série D28 n° 664 à 673, puis à partir de 1906 dans la série T6 2147 à 2156 avant d'être regroupées avec les autres 120T dans la série T4 6401 à 6410 en 1912. 

Elles ont assuré des services de trains légers en Lorraine avant d'être remplacées par les T5. La dernière a été réformée en 1933.

## Caractéristiques des T4 6401 à 6410
- Pression de la chaudière : 12 kg/cm2
- Diamètre des cylindres : 420 mm
- Diamètre des roues motrices : 1 580 mm
- Diamètre des roues du bissel avant : 1 000 mm
- Capacité des soutes à eau : 5 m3
- Capacité de la soute à charbon : 2 t
- Masse en ordre de marche : 42,8 t
- Masse adhérente : 28 t
- Longueur hors tout : 9,86 m
- Vitesse maxi en service : 75 km/h